# Lokomotiv Stadion (Mesdra)
Das Lokomotiv Stadion ist ein Fußballstadion in der bulgarischen Stadt Mesdra. Es ist die Heimspielstätte des Fußballvereins Lokomotive Mesdra. Die Anlage ist mit 3800 Plätzen das kleinste Stadion der A Grupa. Außerdem entspricht es nicht den UEFA-Vorschriften, daher können in dem Stadion keine internationalen Spiele ausgetragen werden.